# アルフィアーノ・ナッタ
アルフィアーノ・ナッタ（伊: Alfiano Natta）は、イタリア共和国ピエモンテ州アレッサンドリア県にある、人口約700人の基礎自治体（コムーネ）。

## 地理

### 位置・広がり
| 隣接するコムーネは以下の通り。括弧内のATはアスティ県所属を示す。 - カッリアーノ・モンフェッラート (AT) - カステッレット・メルリ - モンカルヴォ (AT) - オダレンゴ・ピッコロ - ペナンゴ (AT) - トンコ (AT) - ヴィッラデアーティ |

### 地震分類
イタリアの地震リスク階級 (it) では、4 に分類される
。

## 行政

### 分離集落
アルフィアーノ・ナッタには、以下の分離集落（フラツィオーネ）がある。
- Cardona, Casarello, Casa Paletti, Sanico